# Liguorianer Seufzer Scherz-Polka
Liguorianer Seufzer Scherz-Polka (Sospiro dei liguorini) op. 57, è una polka-scherzo di Johann Strauss (figlio).
La delicata situazione politica che si venne creando a Vienna nel 1848, ispirò al ventiduenne Johann Strauss una serie di composizioni pro-rivoluzionarie, fra queste figura anche l'allegra e satirica Liguorianer Seufzer Scherz-Polka che il compositore scrisse una volta tornato a Vienna dopo una serie di concerti nei Balcani.
Il titolo della polka fa riferimento ai liguorini, appartenenti a un ordine religioso noti anche come redentoristi, poco apprezzati nella Vienna del tempo, poiché apertamente elogiati dal cancelliere Metternich, capo della polizia di stato. Dopo lo scoppio della rivoluzione in città, il 13 marzo 1848, i liguorini vennero temporaneamente cacciati dalla città e Strauss colse l'occasione per sottolineare l'evento e ridicolizzare i membri dell'ordine con questa polka, nella cui particolare sezione centrale viene cantato Liguori ci gouri, gouriani ani ani, prendendo beffardamente spunto dal nome del fondatore dell'ordine, Alfonso Maria de' Liguori (1696-1787).
Questo divertente lavoro incontrò subito il pieno favore del pubblico viennese quando Strauss lo eseguì per la prima volta il 3 giugno 1848 allo Zur Blauen Flasche, una popolare taverna nel sobborgo di Lerchenfeld. Analoghe manifestazioni di gradimento, tuttavia, non vennero dimostrate dalle autorità della censura che, prontamente, confiscarono tutte le copie de lavoro appena dopo la loro pubblicazione.